# Stamatelos Tourkolekas
Stamatelos Tourkolekas (* im 18. Jahrhundert; † 16. Oktober 1816) war ein griechischer Bauer, Klepth und Freiheitskämpfer, der in der vorrevolutionären Phase der Griechischen Revolution aktiv war. Er arbeitete zusammen mit dem bekannten Klepthen-Anführer Zacharias Barbitsiotis.
Stamatelos fungierte als Anführer einer Bande von Räubern, die in der Gegend von Leondari in Arkadien operierte. In den 1800er Jahren floh er auf die Ionischen Inseln, wo er als Offizier in den irregulären Einheiten diente, die unter französischer, russischer und schließlich britischer Verwaltung standen. Nach der Auflösung dieser Einheiten kehrte er um 1816 auf die Peloponnes zurück. Als er Monemvasia erreichte, wurde er von den örtlichen Türken erkannt, die ihn zusammen mit seinem Sohn Johannis und Anagnostis Zaharopoulos, einem Offizier auf den Ionischen Inseln und Sohn von Zacharias Barboutsis, gefangen nahmen und anschließend hinrichteten.
Stamatelos Tourkolekas war mit Sofia Karoutsou, der Schwester der Ehefrau des Revolutionärs Theodoros Kolokotronis, verheiratet. Seine Kinder waren Nikitas Stamatelopoulos (bekannt als Nikitaras) und Johannis von Tourkolekas, der zusammen mit seinem Vater getötet wurde und als Heiliger geehrt wird.